# Загальноосвітня школа № 2 (Тернівка, Тернівська міська рада)
Терні́вська загальноосві́тня шко́ла I–III сту́пенів № 2 — українськомовний навчальний заклад I-III ступенів акредитації у місті Тернівка Дніпропетровської області.

## Загальні дані
Тернівська загальноосвітня школа I–III ступенів № 2 була розташована за адресою: вул. Сергія Маркова б.8, місто Тернівка (Дніпропетровська область)—51502, Україна.
Мова викладання — українська.
Школа була розрахована на 960 учнівських місць.
31 травня 2007 року середня школа № 2 рішенням 19 сесії Тернівської міської ради була ліквідована.
З кожним роком кількість учнів у школі невпинно скорочувалась. В останні роки не було початкових класів, так як у попередні роки було мало учнів для їх відкриття. Школа розрахована на 960 учнів, проте в ній навчалося всього 149 чоловік. Тут не було секретаря, так як за нормами на таку кількість учнів він не передбачений. Якби школа проіснувала і в наступному навчальному році, то втратила б бібліотекаря і завгоспа.
Ліквідована школа була з 1 вересня 2007 року. Її учні були переведені в СШ № 5 або в інші школи міста за бажанням батьків. Майно буде передано в ту ж СШ № 5 і Центр дитячої творчості. Всі 11 педагогів, які працювали в СШ № 2, не залишилися без роботи, тому що були переведені на вакантні місця в інші школи.
Через деякий розпочалася реконструкція приміщення школи під Центр дитячої творчості і школу естетичного виховання. Цим двом організаціям був необхідний сучасний актовий зал для проведення концертів. У процесі підготовки до реконструкції було вирішено реалізувати ще одну ідею і зробити цей зал багатофункціональним. Створити умови для проведення репетиції хореографічного гуртка. Вже через рік всі необхідні роботи були виконані.